# Зозуля, Дмитрий Владимирович
Дми́трий Влади́мирович Зозу́ля (укр. Дмитро Володимирович Зозуля; род. 9 июня 1988, Киев) — украинский футболист, полузащитник

## Биография

### Клубная карьера
В ДЮФЛ выступал за киевские «Смена-Оболонь» и «Динамо». В 2005 году попал в киевскую «Оболонь». В основном выступал за «Оболонь-2», также провёл 5 матчей и забил 1 гол за основной состав. Летом 2008 года перешёл в «Княжу». В январе 2009 года клуб прекратил своё существование и Зозуля перешёл в ФК «Львов». В Премьер-лиге дебютировал 28 февраля 2009 года в матче против днепропетровского «Днепра» (1:1), Зозуля начал матч в основе но на 74 минуте был заменён на Михаила Козака. По итогам сезона 2008/09 «Львов» покинул высший дивизион, а Зозуля провёл 10 матчей.
В начале 2011 года перешёл в луцкую «Волынь». Летом 2012 года перешёл в «Буковину» из Черновцов. В команде взял 4 номер.

### Карьера в сборной
В молодёжной сборной Украины до 21 года провёл 1 матч 27 марта 2009 года против Сербии (0:0), Дмитрий Зозуля вышел на 87 минуте вместо Антона Поступаленко